# 考波什凯赖斯图尔
考波什凯赖斯图尔，是匈牙利绍莫吉州所辖的一个村。总面积19.80平方公里，总人口340，人口密度17.2人/平方公里（2011年1月1日）。